# دنيس بروتوس
دنيس بروتوس (بالإنجليزية: Dennis Brutus) هو أستاذ جامعي وكاتب وشاعر جنوب أفريقي، ولد في 28 نوفمبر 1924 في هراري في زيمبابوي، وتوفي في 26 ديسمبر 2009 في كيب تاون في جنوب أفريقيا.

## وصلات خارجية
- دنيس بروتوس على موقع IMDb (الإنجليزية)
- دنيس بروتوس على موقع الموسوعة البريطانية (الإنجليزية)
- دنيس بروتوس على موقع إن إن دي بي (الإنجليزية)